# Страдне (озеро)
Стра́дне (біл. Страднае) — невелике озеро в Верхньодвінському районі Вітебської області Білорусі.
Озеро розташоване за 42 км на північний схід від міста Верхньодвінськ, на висоті 127 м над рівнем моря. Озеро проточне, в нього впадає річка Болгач, а витікає річка Трудниця, права притока Свольної (басейн Західної Двіни). Окрім того до озера впадає струмок, через який стікає озеро Кобилінське. Площа басейну — 16,8 км². Тип озера — дистрофуюче, мілководне.
Довжина озера — 1,44 км, ширина — 1,12 км, площа — 0,94 км². Озеро мілководне, максимальна глибина — 1,1 м, об'єм води — 0,60 млн м³. Довжина берегової лінії — 4,53 км. Береги невисокі — до 2 м, розорані, місцями торф'янисті. Дно на півдні та сході піщане та мулисте, інша частина вкрита сапропелем. Прозорість води — до дна. Узбережжя заросле очеретом, болотисте.
Неподалік гирла Болгача розташоване село Страдне.